# Départements du Salvador

Carte des 14 départements salvadoriens.

Les départements du Salvador constituent la plus grande division administrative de la République du Salvador. Le pays est divisé en 14 départements, qui sont dirigés par un gouverneur départemental nommé par le président de la République. 
Les départements sont subdivisés en municipalités, qui sont au nombre de 262 dans tout le pays. 

## Histoire
L'origine des départements au Salvador remonte à la première constitution du pays, décrétée par l'Assemblée constituante de l'État le 12 juin 1824. Celle-ci prévoyait la division du territoire en quatre départements, soit ceux de San Miguel, de San Salvador, de San Vicente et de Sonsonate.
La constitution attribue le pouvoir de définition des limites départementales au Congrès d'État, institue un Conseil constitué d'un représentant pour chaque département, élu par leurs municipalités respectives et crée la fonction de chef politique intendant – nommé par le chef d'État – afin de constituer le dirigeant politique et financier d'un département. Le 4 septembre 1832, un règlement vient officialiser les limites et juridictions des départements et définir la fonction de gouverneur départemental. 
La constitution de 1841 vient constitutionnaliser le rôle du gouverneur départemental, nommé par le pouvoir exécutif. Elle vient également établir un système bicaméral où une chambre des députés et une chambre des sénateurs se partageraient le pouvoir législatif. Chaque département peuplé d'au moins 30 000 personnes élirait un sénateur et son suppléant afin d'assurer sa représentation au niveau législatif. 

## Liste
Le tableau suivant répertorie les 14 départements du Salvador, leur capitale ou chef-lieu, ainsi que leur superficie et leur population. Un total de neuf départements sur 14 portent le nom du chef-lieu auquel ils sont associés.
| Département  | Capitale             | Superficie (km²) | Population | Drapeau | Localisation |
| ------------ | -------------------- | ---------------- | ---------- | ------- | ------------ |
| Ahuachapán   | Ahuachapán           | 1 239,60         | 361 953    |         |              |
| Cabañas      | Sensuntepeque        | 1 103,51         | 177 792    |         |              |
| Chalatenango | Chalatenango         | 2 016,58         | 227 699    |         |              |
| Cuscatlán    | Cojutepeque          | 756,19           | 229 260    |         |              |
| La Libertad  | Santa Tecla          | 1 652,88         | 784 478    |         |              |
| La Paz       | Zacatecoluca         | 1 223,61         | 315 723    |         |              |
| La Unión     | La Unión             | 2 074,34         | 372 271    |         |              |
| Morazán      | San Francisco Gotera | 1 447,43         | 205 668    |         |              |
| San Miguel   | San Miguel           | 2 077,10         | 533 738    |         |              |
| San Salvador | San Salvador         | 886,15           | 2 233 696  |         |              |
| San Vicente  | San Vicente          | 1 184,02         | 183 607    |         |              |
| Santa Ana    | Santa Ana            | 2 023,17         | 606 773    |         |              |
| Sonsonate    | Sonsonate            | 1 225,77         | 506 420    |         |              |
| Usulután     | Usulután             | 2 130,44         | 464 833    |         |              |

## Galerie

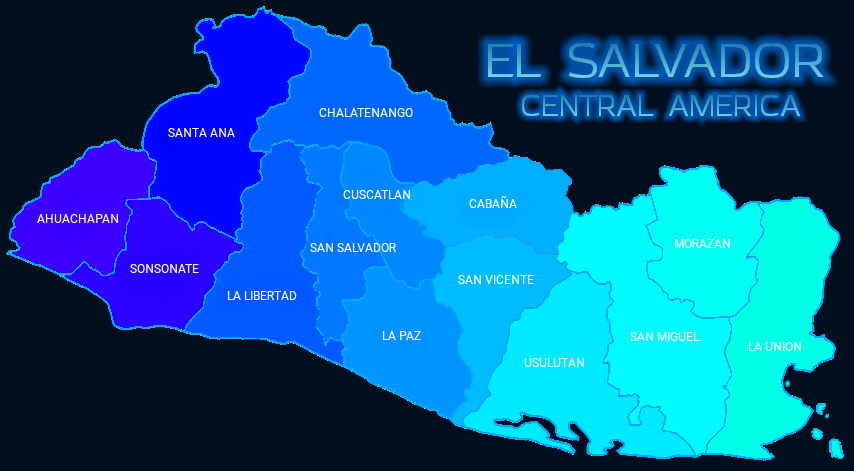
Carte des départements salvadoriens.